# Maximilien Sébastien Foy
Maximilien Sébastien Foy (Ham, 3 febbraio 1775 – Parigi, 28 novembre 1825) è stato un generale, politico e scrittore francese.

## Biografia

### Rivoluzione
Studiò nella scuola militare di La Fère e divenne sottotenente di artiglieria nel 1792. Fu presente alle battaglie di Valmy e Jemappes e nel 1793 ottenne una compagnia, poiché la promozione era rapida in quei giorni. In tutte le campagne successive (compresa la prima battaglia di Zurigo) fu attivamente impiegato sotto Dumouriez, Pichegru, Moreau, Masséna e altri. 

### Primo Impero
Nel 1803, divenne colonnello del 5º reggimento di artiglieria a cavallo e rifiutò, per principi politici, la nomina di aiutante di campo a seguito dell'assunzione al trono imperiale da parte di Napoleone. Tuttavia, fu impiegato nell'esercito di Auguste Marmont e partecipò alle vittorie della brillante Campagna di Ulma del 1805 in Germania. Nel 1806, comandò l'artiglieria dell'esercito di stanza in Friuli, allo scopo di occupare il territorio veneziano incorporato, dal trattato di Pressburg, nel regno d'Italia. Nel 1807, fu inviato a Costantinopoli per introdurre tattiche europee nell'esercito turco, ma questo obiettivo decadde dopo la morte di Selim III e per l'opposizione dei giannizzeri. 

### Servizio in Portogallo
Al suo ritorno in patria, era in preparazione la spedizione contro il Portogallo. Ricevette un comando nell'artiglieria sotto il maggior generale Jean-Andoche Junot nella prima invasione francese del Portogallo. Durante l'occupazione del Portogallo, ricoprì la carica di ispettore delle fortezze. 
Fu gravemente ferito nella battaglia di Vimeiro. Dopo la Convenzione di Cintra, tornò in Francia e con lo stesso esercito proseguì in Spagna. Nel novembre 1808, fu promosso generale di brigata e combatté sotto il comando del maresciallo Nicolas Soult nella Battaglia di La Coruña. 
All'inizio del 1809, guidò una brigata sotto Soult nella seconda invasione francese del Portogallo. Quando gli fu ordinato di convocare il vescovo di Porto perché aprisse le porte della città, fu catturato dalla folla e gettato in prigione. Riuscì a fuggire con difficoltà e alla Seconda Battaglia di Porto, si accorse che Arthur Wellesley aveva attraversato il fiume a sorpresa. Alla guida del 17º fanteria leggera compì un inutile tentativo di respingere gli inglesi e fu ferito. 
Fu ferito di nuovo mentre guidava la sua brigata nella battaglia di Bussaco durante la terza invasione francese del Portogallo. Nel 1810, fece un'abile ritirata, alla testa di 600 uomini, di fronte a 6000 spagnoli, attraverso la Sierra de Caceres. All'inizio del 1811, fu selezionato, dal maresciallo André Masséna, per far conoscere all'imperatore lo stato critico dell'esercito francese prima delle linee di Torres Vedras. Questo incarico, sebbene di grande pericolo - essendo il paese in completo stato di insurrezione - fu compiuta con successo, e pertanto venne promosso a generale di divisione. 

### Servizio in Spagna
Nel luglio del 1812, fu presente alla battaglia di Salamanca e coprì la ritirata dell'esercito francese sconfitto. Era uno di quelli che, quando Wellington sollevò l'assedio di Burgos e si ritirò nel Duero, affrontò le sue retrovie e prese alcuni prigionieri e l'artiglieria. 
A seguito della notizia delle catastrofi in Russia e della conseguente ripresa dei movimenti offensivi da parte di Wellington, Foy fu inviato con la sua divisione oltre Vitoria per tenere sotto controllo le diverse parti. Dopo la battaglia di Vitoria, alla quale non fu presente, raccolse a Bergana 20.000 uomini, di diverse divisioni, e ebbe un certo successo nelle scaramucce contro il corpo di spedizione spagnolo che formava l'ala sinistra dell'esercito alleato. Arrivò a Tolosa all'incirca nello stesso periodo del luogotenente generale Thomas Graham. Dopo un sanguinoso combattimento in quella città, si ritirò su Irun, da cui fu rapidamente spostato, e alla fine riattraversò il fiume Bidassoa. 
Foy comandò una divisione nell'esercito del Maresciallo Soult durante la Battaglia dei Pirenei nel luglio 1813. Dopo la sconfitta di Soult a Sorauren, salvò la sua divisione e parte di altri comandi ritirandosi a nord-est sul passo di Roncisvalle. 

### Carriera finale
Si distinse nella battaglia di Nive del 9 dicembre 1813 e in quella di St. Pierre d'Irrube il 13. Nella dura battaglia di Orthez, il 27 febbraio 1814, fu lasciato apparentemente morto sul campo. Prima di questo periodo era stato nominato conte dell'impero e comandante della Legione d'Onore. Nel marzo del 1815 fu nominato ispettore generale della 14ª divisione militare, ma al ritorno di Napoleone, durante i cento giorni, abbracciò la causa dell'imperatore. Foy comandò una divisione di fanteria nelle battaglie di Quatre Bras e Waterloo, alla fine delle quali ricevette la sua quindicesima ferita. Questo pose termine alla sua carriera militare. 
Nel 1819, fu eletto membro della Camera dei deputati, nella quale rimase fino alla sua morte, avvenuta a Parigi nel 1825. Dal suo primo ingresso nella Camera, si distinse per la sua eloquenza e divenne rapidamente il leader riconosciuto dell'opposizione. Prima della sua morte scrisse una storia della guerra peninsulare.